# Sestrže
Sestrže so naselje v Občini Majšperk na severovzhodu Slovenije in spadajo pod Štajersko pokrajino in Podravsko regijo. Severno od naselja so travniki, saj se tukaj veliko prebivalcev ukvarja s kmetijstvo.

## Sestrško jezero
Sestrško jezero ali zadrževalnik Medvedce je vodni zadrževalnik za zadrževanje visokih voda Polskave. Je posebno ohranitveno območje, območje Natura 2000 in naravna vrednota državnega pomena. Velikost jezera je 150 ha, globina jezera pa je 1-4 m.
Je ekološko pomembno območje, opravlja funkcijo ribogojnice, skupaj z okoliškimi poplavnimi gozdovi pa nosi status mednarodno pomembnega območja za ptice.
Tukaj živi deset vrst dvoživk, 49 vrst kačjih pastirjev, več kot 200 vrst ptic ter številne redke močvirske in vodne rastline. V določenem obdobju tukaj domuje preko 7000 ptic.